# Музеј анатомије у Модени
Музеј анатомије у Модени је научни и етнографски музеј артефаката из хумане медицине у граду Модена у Италији.

## Историја
Музеј потиче од првобитног комплекса, изграђеног за време владавине војводе Франческа III д'Естеа  који одговара садашњем приземљу, укључујући лођу, анатомско позориште и неке суседне собе.
Свечано отварање анатомског позоришта одржано је 1775. године захваљујући напорима чувеног анатома Антонија Скарпе, професора анатомије на Универзитету у Модени. Пројекат за анатомско позориште је израдио сам Скарпа, инспирисан Анатомским позориштем у Падови на Универзитету у Падови, најстаријим у Италији. У овој првој фази музеј још није био укључен, међутим, неки предмети који су тамо сачувани датирају из тог периода; Познато је, на пример, да је сам Скарпа позвао воштаног моделара Ђована Батисту Манфрединија у Модену, који је претходно направио око педесет модела акушерских предмета у теракоти, како би створио разне препарате, којима се сада не може ући у траг.
Музеј је 1854. године отворио надвојвода Франц V од Хабзбурга-Естеа поводом трогодишње изложбе ликовних уметности у војводству Есте.  Од тада је физиономија изложби, са четири међусобно повезане просторије, витринама и изложбеним просторијама типичног распореда из деветнаестог века, остала непромењена: зато витрине у трећој соби такође укључују препарате који се односе на животиње, због чињенице да је упоредна анатомија дуго времена била саставни део анатомских истраживања уопште.
Музејске збирке су обогаћиване до 1926. године углавном захваљујући анатомским директорима Паолу Гадију и Ђузепеу Сперину.

## Музејска поставка
Музеј има приближно хиљаду стотину предмета изложених према критеријумима дескриптивне анатомије, односно са циљем документовања различитих људских система. 
Међу природним препаратима, јединствене су колекција феталних скелета фиксираних у различитим положајима (49 примерака од другог до осмог месеца раста) и три женске мумије направљене у деветнаестом веку. У другој соби су такође изложена два људска таксидермска препарата: 28-годишњи Етиопљанин (1831) и 25-годишњи Нубијац (1866). Етиопљанин се звао Петар Лерпи и био је музичар на двору војводе од Модене; када је 24. октобра 1831. године у 28. години умро од упале плућа, његово тело је припремио професор Доменико Алфонсо Бињарди и уврстио га у музејску колекцију. 
Такође су вредне пажње две колекције лобања: етнографско-антрополошка колекција Гадија и занимљиво језгро лобања класификованих према теорији Чезареа Ломброза, оснивача криминалистичке антропологије .
Посебну пажњу заслужују анатомски воскови које је у другој половини 19. века направио воштани моделар Ремихио Леи, запослен на Универзитету у Модени као моделар за Институт за анатомију, и осликане теракоте из 18. века, готово све у природној величини, које приказују различитим фазама трудноће и порођаја, рад Болоњезина Ђована Батисте Манфрединија под вођством анатома Франческа Фебрарија.